# Czarne Piątkowo
Czarne Piątkowo is een plaats in het Poolse district  Średzki (Groot-Polen), woiwodschap Groot-Polen. De plaats maakt deel uit van de gemeente Środa Wielkopolska en telt 140 inwoners.